# 博览会站 (韩国)
博览会站（：／ Bangnamhoe yeok */?）曾为韩国铁路京釜线上的一个临时车站，位于加山数码团地站和秃山站之间，为了方便民众前往第1届韩国国际贸易博览会而设立，目前已废止。

## 历史
- 1968年9月9日：开始使用。
- 1968年10月20日：停用本站。